# Centre hospitalier et universitaire de la mère et de l'enfant lagune de Cotonou
Le Centre hospitalier et universitaire de la mère et de l'enfant lagune de Cotonou (CHU-mel), est un hôpital béninois spécialisé en gynécologie, obstétrique et en pédiatrie,.

## Historique
Anciennement connu sous l’appellation hôpital de la mère et de l'enfant (HOMEL), il est érigé par décret présidentiel du  N° 2014-528 du 25 août 2014 en centre hospitalier universitaire et change de nom pour devenir le centre hospitalier et universitaire de la mère et de l'enfant lagune (CHU-mel).
Au Bénin, cet hôpital est un centre de référence dans le domaine de la santé et essentiellement dédié à la mère et à l'enfant. Il est situé dans la capitale économique du Bénin.

## Services

### Galerie de photos

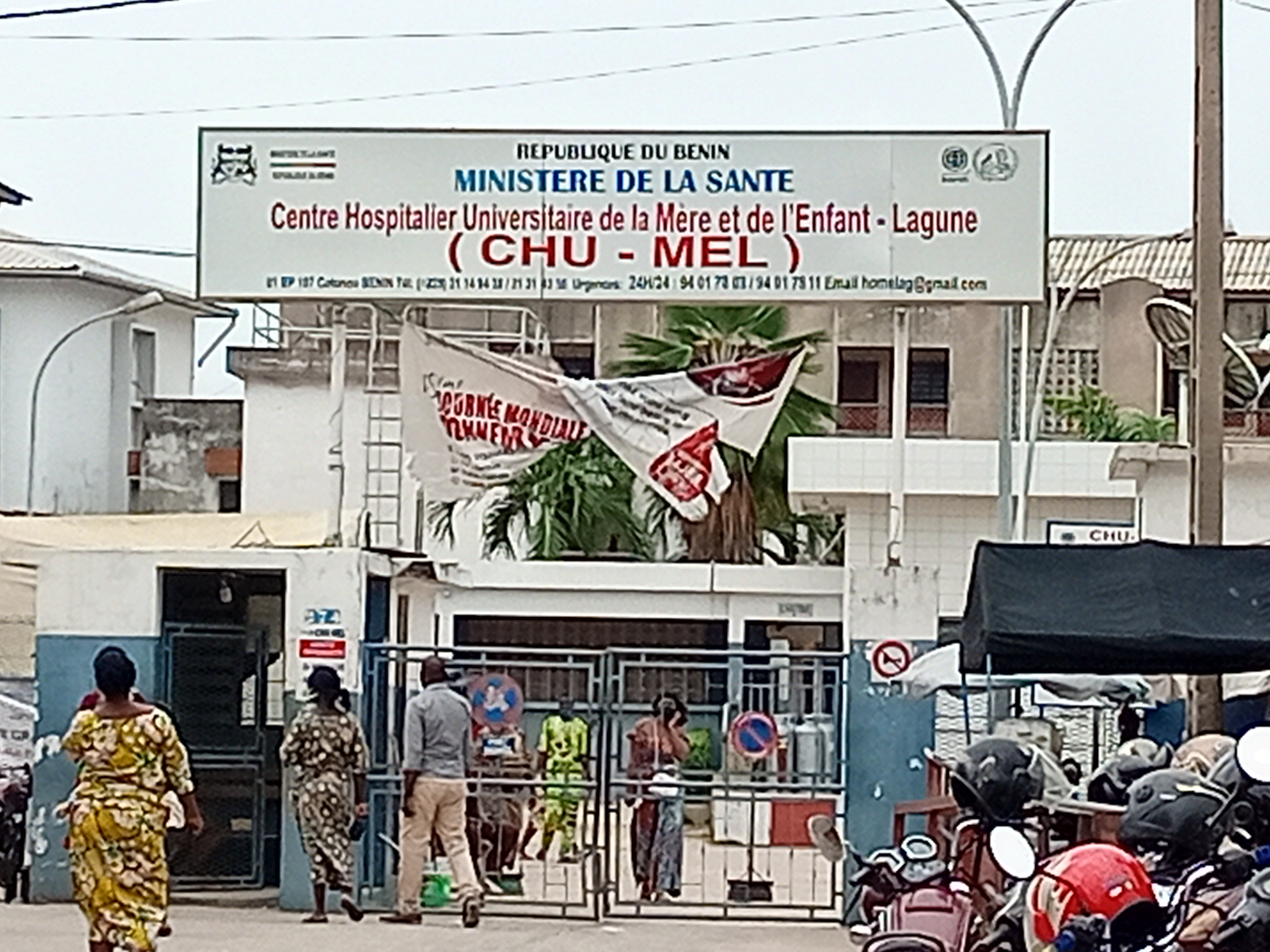
Centre hospitalier universitaire de la mère et l'enfant de Lagune Cotonou